# Berlin–Leipzig
Berlin–Leipzig war ein Eintagesrennen in Deutschland und ab 1949 ein Amateurklassiker in der DDR. Es führte von Berlin nach Leipzig.
Das Rennen wurde 1920 auf Initiative des ehemaligen Radrennfahrers Willi Frenzel erstmals ausgetragen.  Im Jahre 1958 fand die 30. Auflage und im Jahre 1985 die 43. Auflage statt. In den Jahren 1936, 1944 bis 1948, 1962, 1964 bis 1967, 1971 bis 1977 und 1980 bis 1984 fand das Rennen nicht statt.
Das Rennen wurde meist zu Beginn der Saison im April gefahren und wurde deshalb auch Osterfahrt genannt. Es wurde mehrmals als Qualifikationsrennen zur Ermittlung der Friedensfahrt-Mannschaft genutzt.

## Strecke
Die Streckenlänge variierte. So wurden z. B. 1924 175 Kilometer zurückgelegt, 1949 163 Kilometer, 1958 190 Kilometer, 1968 184 Kilometer, 1978 159 Kilometer und 1985 175 Kilometer. Die Radsternfahrt Berlin–Leipzig um den großen Rotax Preis 1924 startete am Berliner Sportpalast. Die Strecke führte durch Potsdam, Wittenberg, Gräfenhainichen, Bitterfeld bis zum Ziel auf dem Messeplatz in Leipzig, zu DDR-Zeiten in der Lindenallee in Leipzig-Schönefeld.

## Palmarès
- 1992  Alex Dörper
- 1991  Frank Augustin
- 1990  Steffen Rein
- 1989  Frank Peter
- 1988  Uwe Preißler
- 1987  Olaf Merkel
- 1986  Olaf Ludwig
- 1985  Andreas Lux
- 1980–84 nicht ausgetragen
- 1979  Hans-Peter Wehe
- 1978  Hans-Joachim Pohl
- 1971–1977 nicht ausgetragen
- 1970  Karl-Heinz Miersch
- 1969  Manfred Dähne
- 1968  Dieter Mickein
- 1964–1967 nicht ausgetragen
- 1963  Lothar Appler
- 1962 nicht ausgetragen
- 1961  Wolfgang Braune
- 1960  Egon Adler
- 1959  Roland Henning
- 1958  Gustav-Adolf Schur
- 1957  Rudi Mähl
- 1956  Roland Henning
- 1955  Wolfgang Grupe
- 1954  Bernhard Trefflich
- 1953  Gustav-Adolf Schur
- 1952  Erich Schulz
- 1951  Rudi Kirchhoff
- 1950  Max Bartoskiewicz
- 1949  Otto Busse
- 1942–1948 nicht ausgetragen
- 1941  Harry Saager
- 1940  Harry Saager
- 1939 unbekannt
- 1938  Paul Reichel
- 1937  Walter Löber, Profi
- 1936 nicht ausgetragen
- 1934  Paul Reichel
- 1933  Gerhard Hanke
- 1932  Georg Stach
- 1920  Otto Papenfuß